# Эгюий (гора)
Эгюи́й (фр. Aiguille — «игла») — горная вершина в массиве Веркор, Французских Предальп. Расположена в 58 километрах к югу от Гренобля, в коммуне Шишильянк департамента Изер. Гора является одним из Семи чудес Дофине. Эта гора — относительно ровная известняковая столовая гора, окружённая отвесными скалами. Территория, на которой расположена гора, в 1970 году включена в региональный природный парк Веркор. Эгюий известна известняковыми скалами, особенно на северо-западной стороне, которые популярны среди альпинистов. Первый подъём на гору был осуществлён 26 июня в 1492 году.

## География
Гора Эгюий расположена в плато Веркор, в водосборном бассейне реки Роны. Гора окружена крутыми скалами, её высота 2085 метров. Окружающий ландшафт является достаточно сложным, что оправдывает технический подъём, как самый простой метод для восхождения. У подножья скал лежат обширные леса. Гора находится в пределах регионального природного парка Веркор, в департаменте Изер. Ближайшая станция на железной дороге — в деревне Сен-Мартен-де-Клель, а автомобильная дорога — идущая с севера через Col de La Bâtie.

## Галерея

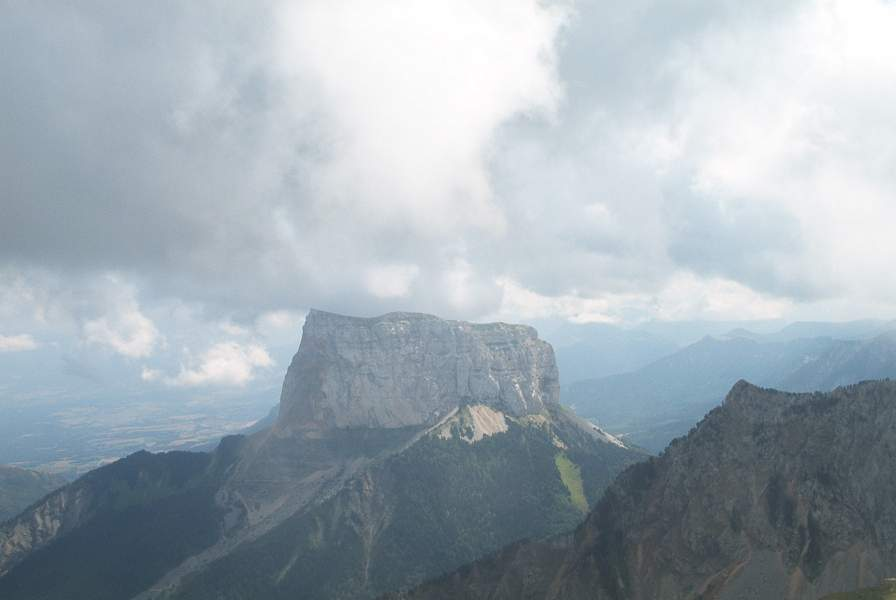
Вид на Эгюий с горы Гран-Веймон
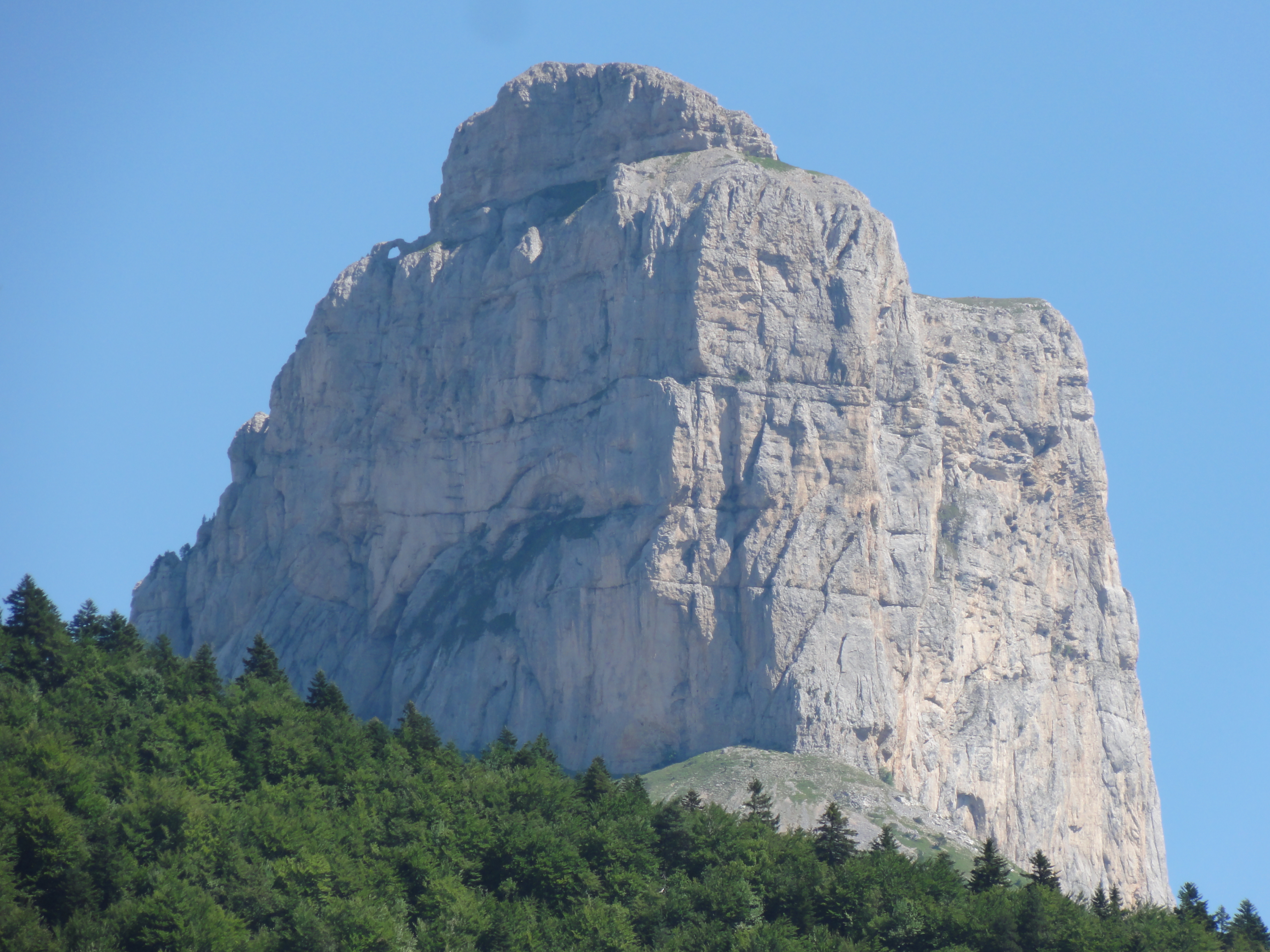
Гора Эгюий
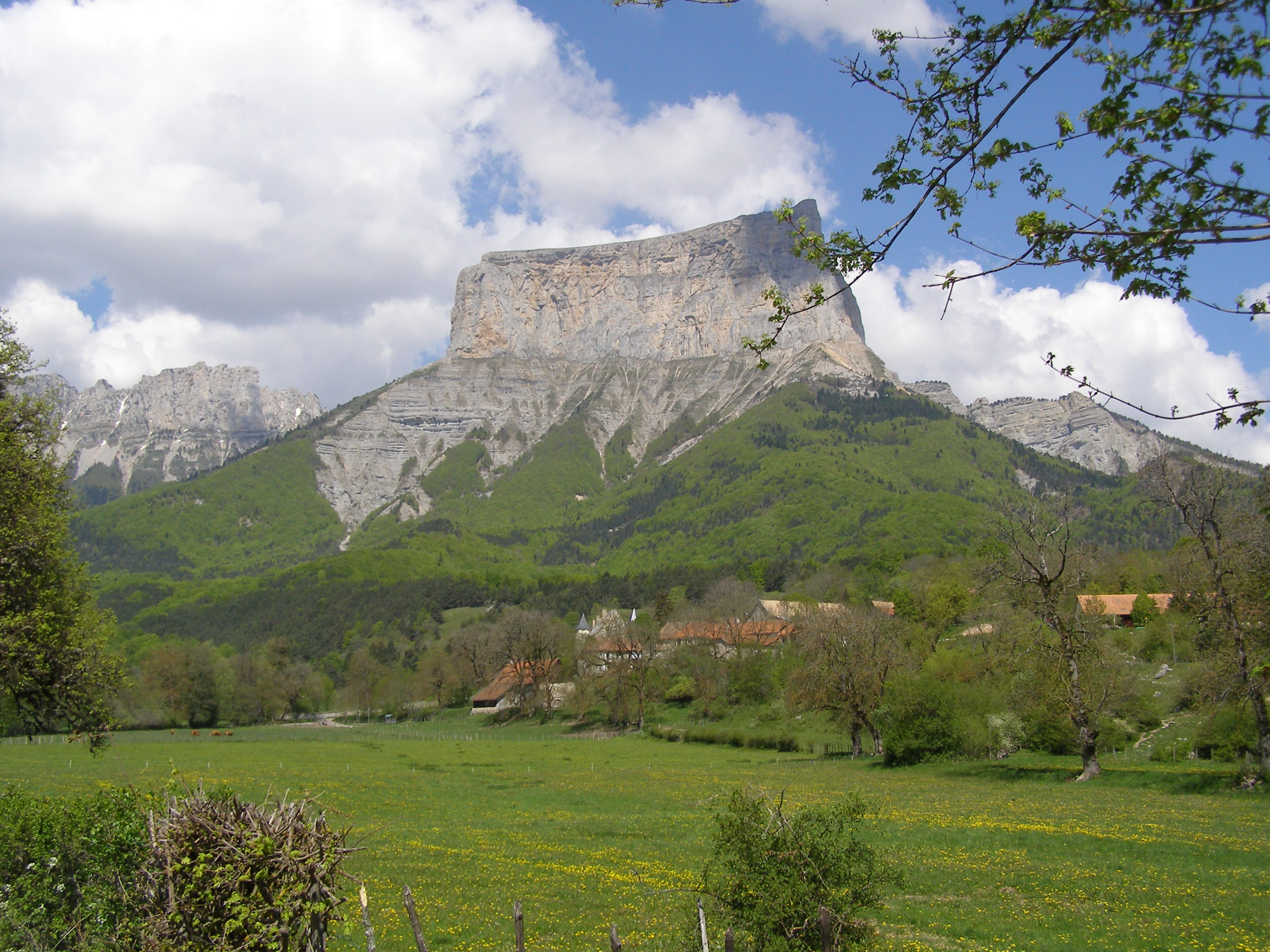
Гора Эгюий
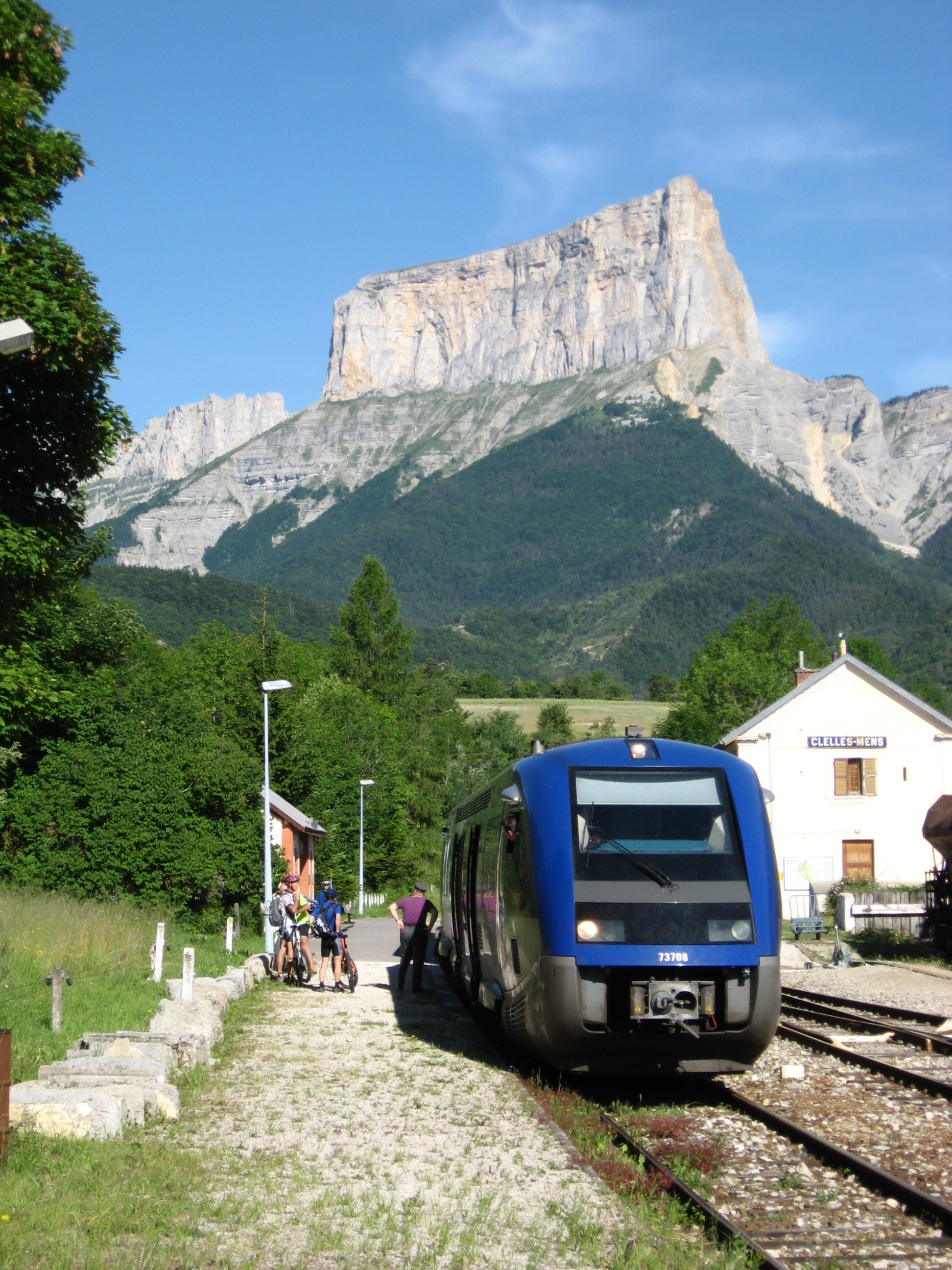
Гора Эгюий, вид  железнодорожной станции
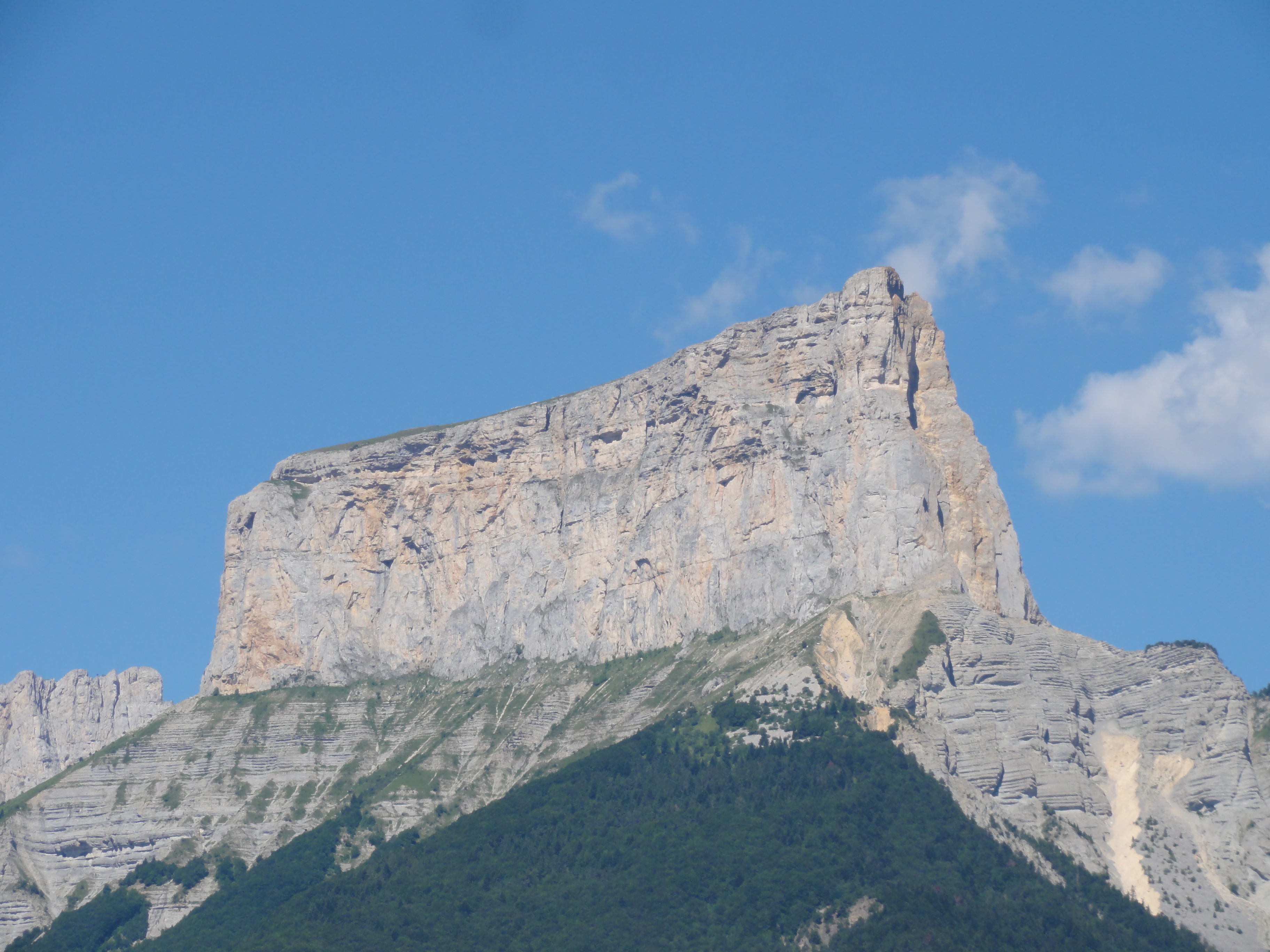
Гора Эгюий
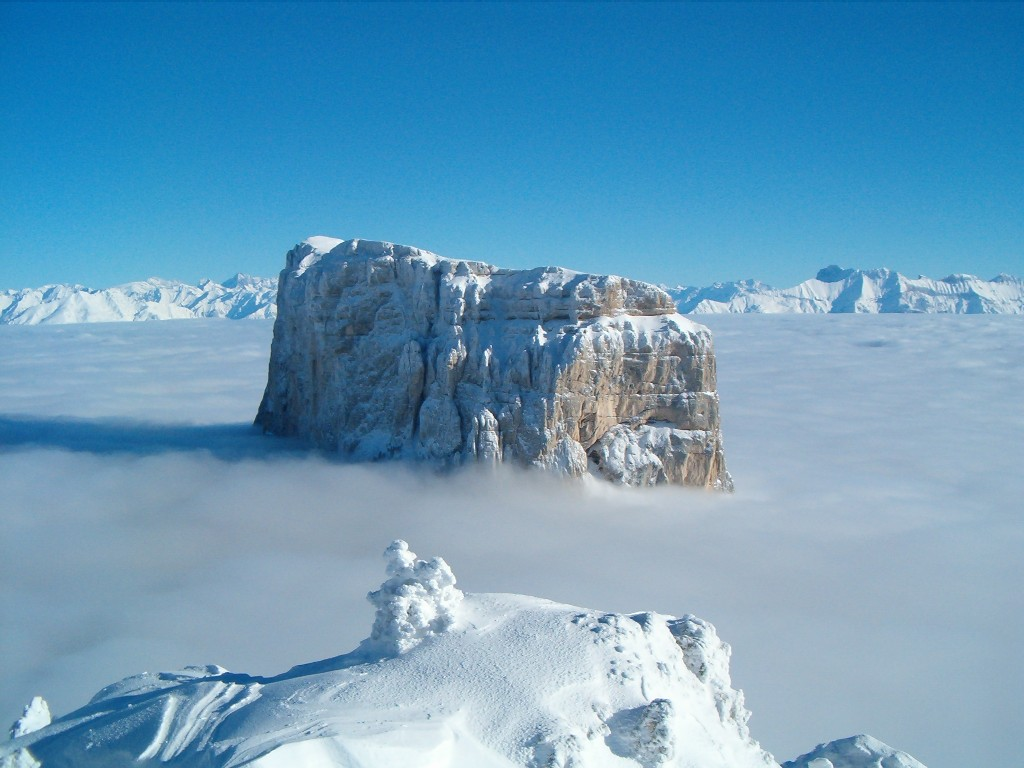
Гора Эгюий